# فرانتس وهرر

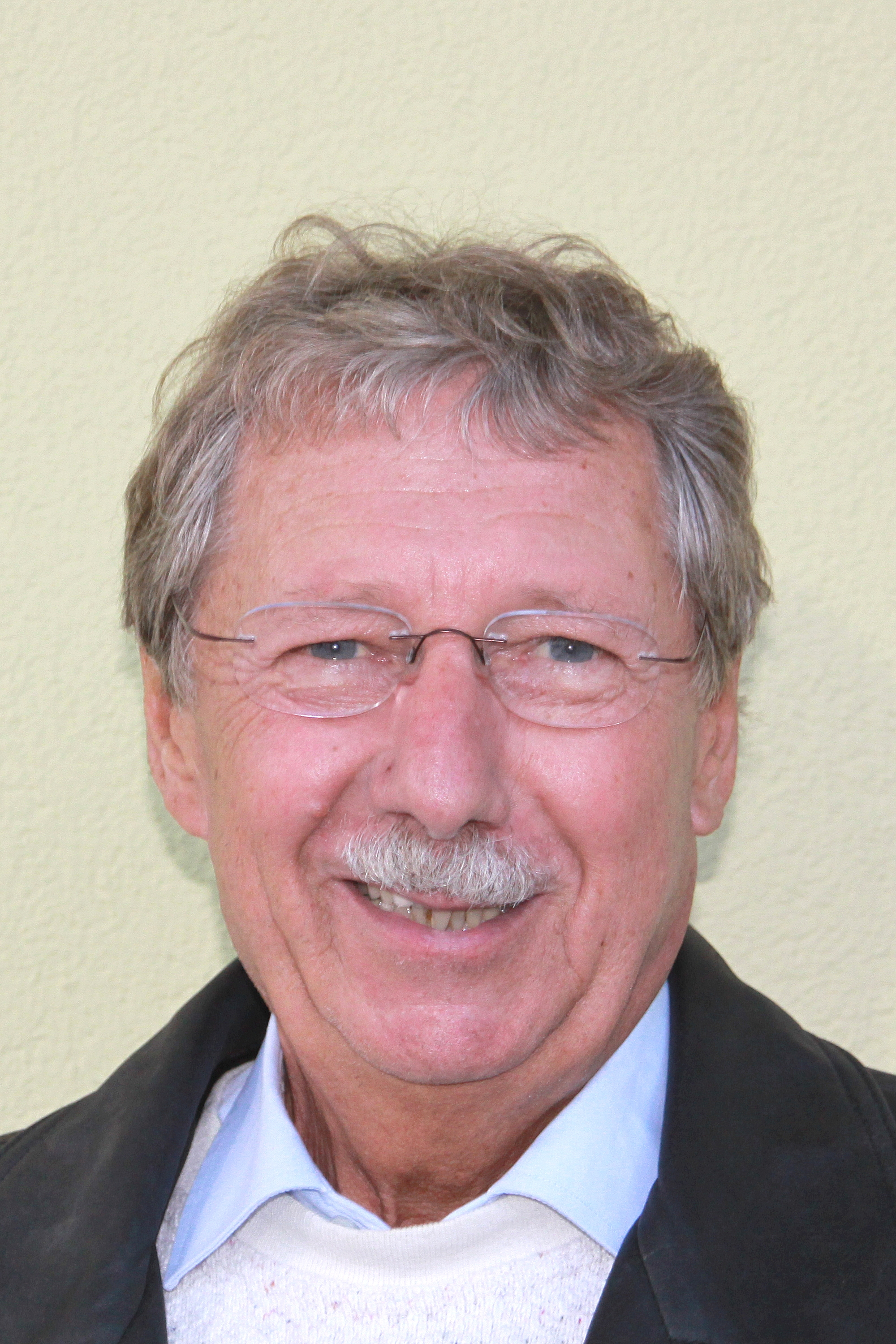
فرانتس وهرر

فرانتس وهرر (زاده ۵ ژوئن ۱۹۳۹) یک داور سابق فوتبال اهل اتریش است. او بیشتر به دلیل نظارت بر یک بازی در جام جهانی فوتبال ۱۹۸۲ در اسپانیا بین کامرون و پرو شناخته شده‌است. در ۲۲ آوریل ۱۹۸۱ او بازی نیمه نهایی جام برندگان جام یوفا بین فاینورد و دینامو تفلیس را نظارت کرد. وهرر در سال ۱۹۸۷ بازنشسته شد.